# Andrej Donatovič Siňavskij

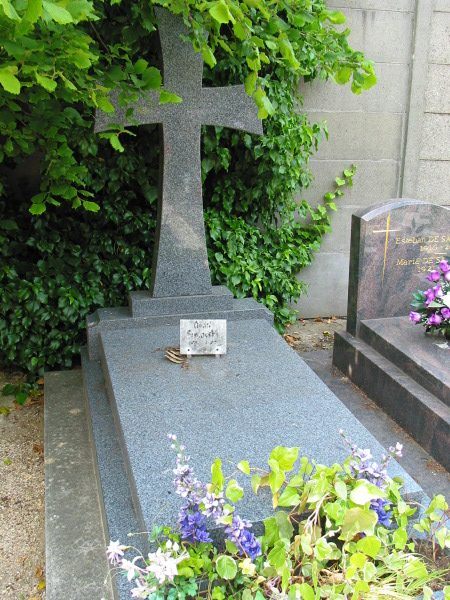
Hrob Andreje Donatoviče Siňavského ve francouzském Fontenay-aux-Roses

Andrej Donatovič Siňavskij (rusky Андре́й Дона́тович Синя́вский; 8. října 1925 Moskva – 25. února 1997 Paříž) byl ruský literární vědec, spisovatel a literární kritik. Publikoval pod pseudonymem Abram Tertz (rusky Абрам Терц, Abram Terc).

## Život
Narodil se v Moskvě v aristokratické rodině, otec Donat Jevgeňjevič Siňavskij, který měl jisté literární zájmy, se angažoval i politicky, byl členem strany Levých socialistů-revolucionářů. Po Říjnové revoluci byl otec pro své postoje několikrát vězněn coby nepřítel lidu a po posledním uvěznění se u něj rozvinula duševní choroba. Jeho osudy zachytil v románu Спокойной ночи vydaném v emigraci (1983). Andrej Siňavskij nebyl židovského původu, jak by mohl literární pseudonym naznačovat, matka pocházela z rolnické rodiny.
Počátkem Velké vlastenecké války byla rodina evakuována do Syzraně, kde v roce 1943 dokončil střední školu. V témže roce byl odveden a sloužil na letišti u spojařů. V roce 1945 nastoupil k dálkovému studiu na Lomonosovově univerzitě, po demobilizaci v roce 1947 pokračoval v denním studiu, kromě jiných navštěvoval seminář věnovaný tvorbě Vladimira Majakovského. Po skončení studia v roce 1949 pracoval v Institutu světové literatury, přednášel na Lomonosovově univerzitě na novinářské fakultě a škole MCHATu. Náležel k předním literárním kritikům časopisu Novyj mir, jehož hlavním redaktorem byl Alexandr Tvardovskij. Začátkem šedesátých let byl Novyj mir považován v SSSR za velmi liberální časopis.

## Tvorba
V literárněkritických pracích se zabýval dílem Maxima Gorkého, Isaaka Babela, Borise Pasternaka, Anny Achmatovové. V roce 1955 začal psát prózu. Řada prací kvůli cenzuře nemohla v tehdejším Sovětském svazu vycházet, vydal je však na Západě pod pseudonymem Abram Tertz. Ve sborníku Fantastický svět Abrama Tertze vyšly povídky Sud iďot a Ljubimov a také vydal práci Co je socialistický realismus?, kde se sarkasticky posmívá sovětské literatuře.
Pseudonym, pod kterým byly Siňavského práce na Západě publikovány, odkazuje na skutečnou postavu ruské historie, židovského násilníka Abrama Tertze.

## Uvěznění
Na podzim v roce 1965 byl Siňavskij společně s Julijem Danielem obviněn z antisovětské propagandy a agitace, vzat do vazby, v únoru 1966 odsouzen k sedmi letům v pracovněvýchovném táboře. Obvinění vinu nepřiznali. Proces provázela masívní mediální kampaň, která byla předzvěstí konce chruščovovského tání. Fred Coleman v roce 1997 napsal: „Dnes nemají historikové obtíže s označením data zrodu moderního sovětského disidentského hnutí. Začalo v únoru 1966 soudem se Siňavským a Danielem, dvěma spisovateli, kteří rozběsnili komunistický režim satirami propašovanými do zahraničí a vydanými pod pseudonymy... V té době nemohli předpokládat, že spustili pohyb, který nakonec přivodí konec komunistické nadvlády.“
Na podporu Daniela a Siňavského vystoupili mnozí sovětští spisovatelé otevřenými dopisy, soudní proces je začátkem druhého disidentského období v Sovětském svazu. 

## V emigraci
Siňavskij byl v roce 1971 propuštěn a o dva roky později mohl odjet do Francie.